# Sinomiopteryx grahami
Sinomiopteryx grahami är en bönsyrseart som beskrevs av Tinkham 1937. Sinomiopteryx grahami ingår i släktet Sinomiopteryx och familjen Thespidae. Inga underarter finns listade i Catalogue of Life.